# Beauce (Québec)
De Beauce is een regio in de provincie Quebec in Canada. De regio strekt zich vanaf het Lac Mégantic uit langs de Chaudière tot het punt waarop deze rivier uitmondt in de Saint Lawrence, zo'n 15 km ten zuiden van provinciehoofdstad Quebec. De regio omvat grotendeels de gemeenten Beauce-Sartigan, Robert-Cliche en La Nouvelle-Beauce; de voornaamste plaatsen zijn Saint-Georges, Sainte-Marie, Beauceville, Saint-Joseph-de-Beauce en Saint-Gédéon-de-Beauce. De Beauce is bekend vanwege de productie van ahornsiroop.